# سيرهي ماليي
سيرهي ماليي (5 يونيو 1990 بلوهانسك في أوكرانيا - ) هو مدرب كرة قدم ولاعب كرة قدم كازاخستاني في مركز الدفاع. شارك مع منتخب كازاخستان لكرة القدم. أما مع النوادي، فقد لعب مع زوريا لوهانسك ونادي أستانا ونادي أورداباسي ونادي إيرتيش بافلودار ونادي شاختار قراغندي وFC Arsenal-Kyivshchyna Bila Tserkva ‏ وFC Komunalnyk Luhansk ‏ وFC Ros Bila Tserkva ‏.

## وصلات خارجية
- سيرهي ماليي على موقع الاتحاد الدولي (مؤرشف)  (الإنجليزية)
- سيرهي ماليي على موقع الاتحاد الأوربي (الإنجليزية)
- سيرهي ماليي على موقع اتحاد أوكرانيا (الإنجليزية)
- سيرهي ماليي على موقع قاعدة بيانات كرة القدم.إي يو (الإنجليزية)
- سيرهي ماليي على موقع ناشيونال فوتبول تيمز (الإنجليزية)
- سيرهي ماليي على موقع Soccerway.com (الإنجليزية)
- سيرهي ماليي على موقع عالم كرة القدم.نت (الإنجليزية)
- سيرهي ماليي على موقع AS.com (الإسبانية)